# Сесил Б. Демил
Сесил Б. Демил (енгл. Cecil B. DeMille; Ешфилд, Масачусетс, 12. август 1881. — Холивуд, Калифорнија, 21. јануар 1959) је био амерички филмски редитељ и продуцент немих и звучних филмова. Најпознатији је по својим мелодрамама и раскошним историјским спектаклима. Међу његовим најзначајнијим филмовима су „Клеопатра“ (1934), „Самсон и Далила“ (1949), „Највећа представа на свету“ (који је 1952. добио награду Америчке филмске академије за најбољи филм) и „Десет заповести“ (1956, његов последњи и најуспешнији филм).
Демил је започео своју каријеру 1900. године као глумац у једној позоришној трупи на Бродвеју. Понекад је сарађивао са својим братом Вилијамом који је био драмски писац. Прославио се 1913. године као продуцент „Неопрезних година“ Лија Вилсона. Исте године је почео да режира неме филмове за студио „Парамаунт пикчерс“ (Paramount Pictures). Неколико својих немих филмова је касније снимио у звучној верзији и са измењеним сценариом.
Често је ангажовао исте глумце за своје филмове попут Клодет Колбер, Глорије Свансон, Гарија Купера, Полет Годар и Чарлтона Хестона, али се и он сам појављивао у неколико филмова („Булевар сумрака“ Билија Вајлдера из 1950. године је један од примера). Имао је репутацију тиранина на филмском сету, јер је презирао глумце који нису спремни да ризикују своје животе приликом снимања опасних сцена.
Демил је 1902. године оженио глумицу Констанс Адамс са којом је био у браку све до смрти. Пар је добио једно дете, кћерку Сесилију, а усвојио је још троје деце. На снимању свог последњег филма 1956. године у Египту Демил је доживео скоро фаталан срчани удар од кога се никад није у потпуности опоравио.
Године 1952. установљена је награда за животно дело која носи име Сесила Б. Демила, а чији је он први добитник. За свој допринос филмској индустрији Демил је награђен звездом на Холивудском булевару славних. Освојио је награду Америчке филмске академије за животно дело, награду Ирвинг Талберг као и Златног глобуса за најбољег редитеља.

## Филмографија
| Година | Филм                          | Награде Академије | Номинације Академије |
| ------ | ----------------------------- | ----------------- | -------------------- |
| 1914   | Разбијач духова               |                   |                      |
| 1919   | Male and Female               |                   |                      |
| 1923   | Десет заповести               |                   |                      |
| 1926   | The Volga Boatman             |                   |                      |
| 1927   | The King of Kings             |                   |                      |
| 1928   | Walking Back                  |                   |                      |
| 1928   | Skyscraper                    |                   |                      |
| 1929   | The Godless Girl              |                   |                      |
| 1929   | Dynamite                      |                   |                      |
| 1930   | Madam Satan                   |                   |                      |
| 1931   | The Squaw Man                 |                   |                      |
| 1932   | The Sign of the Cross         |                   |                      |
| 1933   | This Day and Age              |                   |                      |
| 1934   | Four Frightened People        |                   |                      |
| 1934   | Cleopatra                     | 1                 | 5                    |
| 1935   | The Crusades                  | 0                 | 1                    |
| 1936   | The Plainsman                 |                   |                      |
| 1938   | The Buccaneer                 | 1                 | 0                    |
| 1939   | Union Pacific                 | 1                 | 0                    |
| 1940   | North West Mounted Police     | 1                 | 4                    |
| 1942   | Пожањи дивљи ветар            | 1                 | 2                    |
| 1944   | The Story of Dr. Wassell      | 1                 | 0                    |
| 1947   | Unconquered                   | 1                 | 0                    |
| 1948   | California's Golden Beginning |                   |                      |
| 1949   | Самсон и Далила               | 2                 | 5                    |
| 1952   | Највећа представа на свету    | 2                 | 5                    |
| 1956   | Десет заповести               | 1                 | 7                    |